# تدمير سد كاخوفكا
وقع تفجير لسد كاخوفكا في أوكرانيا في 6 يونيو 2023، مما تسبب في فيضانات واسعة النطاق. يقع السد على نهر دنيبر في إقليم خيرسون. وقد سيطر الجيش الروسي على السد في آخر شباط/فبراير 2022، في الأيام الأولى للغزو الروسي لأوكرانيا، وكان السد تحت سيطرته وقت تدميره. اتهمت أوكرانيا وحلفاؤها القوات الروسية بتفجير السد لعرقلة هجوم أوكراني مضاد كان مخططًا له، بينما ألقت السلطات الروسية باللوم على قصف أوكراني في تفجير السد.
كانت مستويات المياه في خزان كاخوفكا ترتفع منذ شهور وكانت في أعلى مستوياتها على الإطلاق عندما جرى تدمير السد. أدى ذلك التدمير إلى إجلاء الآلاف من السكان في اتجاه مجرى النهر، حيث غمرت الفيضانات عدة قرى في المناطق الخاضعة للسيطرة الأوكرانية والروسية. يهدد فقدان المياه في خزان السد إمدادات المياه لشبه جزيرة القرم التي تحتلها روسيا ومحطة زاباروجيا للطاقة النووية التي تسيطر عليها روسيا.

## خلفية
خلال الحرب العالمية الثانية في أوكرانيا، كان هناك تدميران قاتلان بارزان في السدود على نهر دنيبرو، الأول بسبب انسحاب قوات NKVD في أغسطس 1941 وقتل ما يقرب من 100 ألف مدني أوكراني، والثاني بسبب انسحاب المحتلين النازيين في عام 1943. جرى بناء سد Kakhovka في عام 1956. واستولت القوات الروسية على السد في فبراير 2022، خلال الأيام الأولى للغزو الروسي لأوكرانيا عام 2022.
في أواخر عام 2022، مع اقتراب هجوم خيرسون المضاد من نهر دنيبر، اتهمت أوكرانيا روسيا بالتخطيط لتدمير السد باستخدام المتفجرات رداً على ذلك. خلال الهجوم المضاد، نفذت القوات الأوكرانية غارة HIMARS على إحدى بوابات السد، في اختبار أظهر أنها يمكن أن تجعل النهر يفيض في اتجاه مجرى النهر لمنع العبور الروسي.
عندما انسحبت القوات الروسية من خيرسون في نوفمبر 2022، دمرت سطح الجسر، وألحقت أضرارًا ببعض بوابات السد. ثم فتح الروس عن عمد بوابات سد إضافية، مما سمح للمياه بالخروج من الخزان. في ذلك الوقت، اقترحت الإدارة العسكرية الإقليمية في زابوريزهزهيا في بيان لها أن أحد أغراض تفريغ الخزان ربما كان إغراق المنطقة الواقعة جنوب السد، من أجل منع القوات الأوكرانية من عبور نهر دنيبر. وصرح المسؤولون بأن شركة أوكرهيدروينيرغو، شركة الطاقة الكهرومائية الأوكرانية، تعتقد أن المحتلين الروس "فتحوا أقفال المحطة خوفًا من تقدم الجنود الأوكرانيين".
في الأشهر التالية من الضربات الروسية ضد البنية التحتية الأوكرانية، ضُرب العديد من السدود وتُرك جزء كبير من السكان دون مياه. ومن الأمثلة على ذلك الهجوم الصاروخي الروسي على سد كريفي ريه وتدمير القوات البرية الروسية لسد نهر أوسكيل. في أكتوبر 2022، ادعى وزير خارجية مولدوفا أن أوكرانيا اعترضت صواريخ روسية كانت تستهدف السد على نهر دنيستر.
تحظر المادة 56 من البروتوكول الأول لاتفاقيات جنيف التدمير المتعمد "للمنشآت التي تحتوي على قوى خطرة" مثل السدود.

## التدمير
في الساعة 02:50 بالتوقيت المحلي من صباح يوم 6 يونيو 2023، حدث "انفجار داخلي لهياكل" السد، وفق ما أعلنه الرئيس الأوكراني فولوديمير زيلينسكي. حيث تدمر القسم المركزي السد، مما أدى إلى فيضانات واسعة النطاق في اتجاه مجرى النهر. كان السد في وقت تدميره تحت السيطرة الروسية، وارتفع منسوب المياه إلى أعلى مستوى له منذ 30 عامًا.
أشارت صور الأقمار الصناعية التي حصلت عليها بي بي سي نيوز إلى أن حالة السد كانت تتدهور منذ 1 يونيو أو قبل ذلك، حيث تعرض الطريق فوق السد لبعض الأضرار في 2 يونيو.

## المسؤولية
هناك خلاف حول الجهة المسؤولة عن تدمير السد. حيث تبادل الروس والأوكارنيين الاتهام بالضلوع في هذه الواقعة، ولكن لم يُقدم أي من الجانبين أدلة علنية فورية لدعم اتهاماتهما.

### ادعاءات المسؤولية الروسية
قالت السلطات الأوكرانية إن القوات الروسية قد دمرت السد. وصرحت وكالة الطاقة الكهرومائية الحكومية الأوكرانية، Ukrhydroenergo، أن السد "دُمر بالكامل" بعد انفجار من داخل غرفة المحرك ولا يمكن ترميمه. وقال مسؤولون أوكرانيون إن روسيا دمرت السد "في حالة من الذعر" لإبطاء هجوم أوكرانيا المضاد المزمع.
انتقد وزير الخارجية الأوكراني دميترو كوليبا وسائل الإعلام الدولية لتقديمها الادعاءات الأوكرانية والروسية على أنها ذات مصداقية متساوية، بحجة أن هذا "وضع الحقائق والدعاية على قدم المساواة".
وأشار المستشار الألماني أولاف شولتز "بكل المقاييس، هذا عدوان من الجانب الروسي لوقف الهجوم الأوكراني".

### ادعاءات المسؤولية الأوكرانية
قال عمدة نوفا كاخوفكا الذي نصبته روسيا في البداية إن السد لم يتضرر لكنه اتهم أوكرانيا في وقت لاحق. نفى ديمتري بيسكوف، السكرتير الصحفي لفلاديمير بوتين، الاتهامات الموجهة لروسيا بالتورط في تدمير السد ووصفه بأنه تخريب أوكراني. وعزت وسائل الإعلام الرسمية الروسية الدمار إلى نيران المدفعية من قاذفة صواريخ فيلخا متعددة.

## التأثيرات

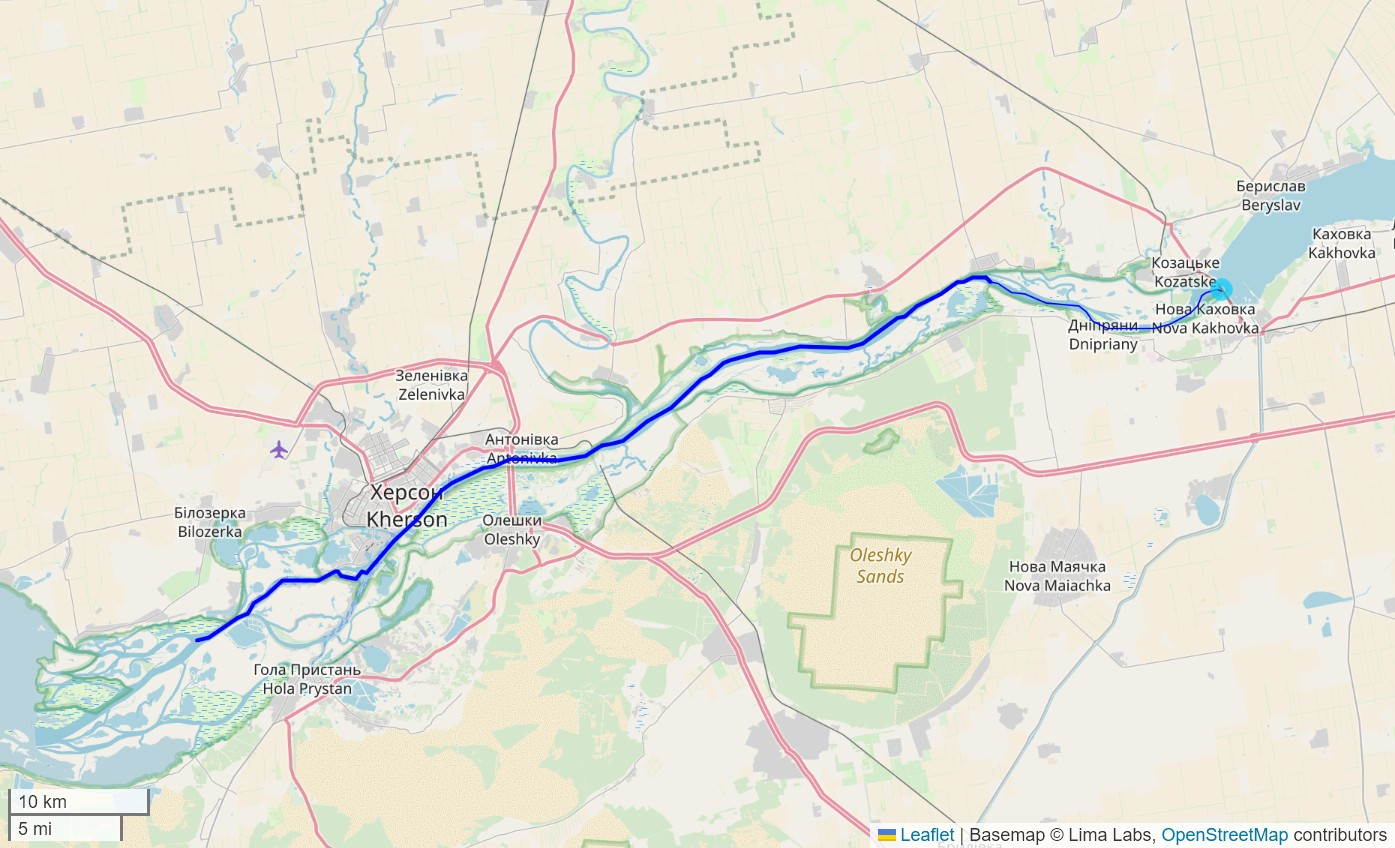
مسار التدفق الرئيسي على نهر دنيبر في اتجاه مجرى نهر نوفا كاخوفكا.

### الفيضانات والإجلاء
في اليوم التالي لتدمير السد، قدَّر المدعي العام الأوكراني أن حوالي 40 ألف شخص في الأراضي الخاضعة للسيطرة الأوكرانية والروسية من المحتمل أن يتأثروا بالفيضانات.
أمرت الشرطة الوطنية الأوكرانية بالإخلاء في الضفة الغربية من نهر دنيبر التي تسيطر عليها أوكرانيا، بما في ذلك Mykolaivka, Tiahynka rural hromada, Beryslav Raion, Kherson Oblast [Миколаївка (Тягинська сільська громада)]، Olhivka, Beryslav Raion, Kherson Oblast [Ольгівка (Бериславський район)]، Lvove, Kherson Oblast [Львове (Бериславський район)]، تياهينكا، Poniativka, Kherson Oblast [Понятівка (Херсонський район)]، Ivanivka, Kherson Raion, Kherson Oblast [Іванівка (Херсонський район)]، Tokarivka, Kherson Oblast [Токарівка (Херсонський район)]، Prydniprovske, Kherson Oblast [Придніпровське (Херсонський район)] ومناطق جزيرة Sadove وKorabel في مدينة خيرسون. قال حاكم مقاطعة خيرسون، أولكسندر بروكودين، للتلفزيون الأوكراني في صباح يوم 6 يونيو، إن الفيضانات غمرت ثماني قرى، وأن عمليات الإجلاء بالحافلات والقطارات مستمرة لـ 16 ألف من السكان في المناطق المتضررة.
في نوفا كاخوفكا التي تسيطر عليها روسيا عند الطرف الشرقي للسد، يعيش 22 ألف شخص في مناطق معرضة لخطر الفيضانات، وورد أن 600 منزل قد غُمرت بالمياه. وأعلنت السلطات الروسية حالة الطوارئ على الضفة اليسرى للنهر.

### الحيوانات والبيئة

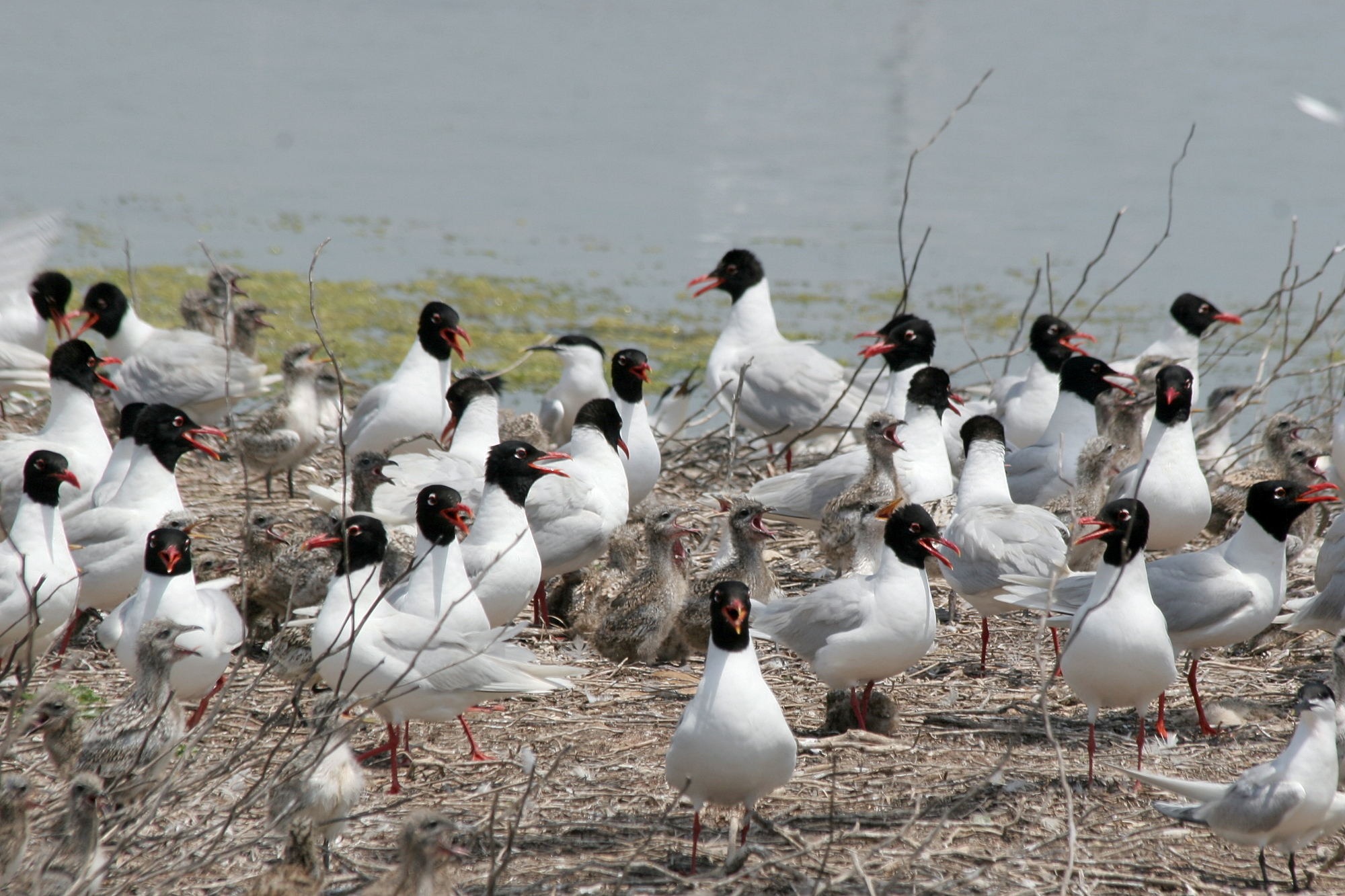
نوارس البحر الأبيض المتوسط تتكاثر في محمية المحيط الحيوي للبحر الأسود. يعشش ما يقرب من نصف سكان العالم من هذه الطيور هنا في الجزر المنخفضة، ومن المرجح أن تفقد موسم التكاثر في عام 2023 بسبب الفيضانات.

غمرت المياه عدد من موائل الحياة البرية، وغرقت حيوانات بحديقة الحيوان، كما فقدت الحيوانات الأليفة منازلها في الكارثة.

### الهجوم الأوكراني المضاد
قد يعيق الفيضان العمليات الأوكرانية المخطط لها في المنطقة والعبور إلى الضفة اليسرى لنهر دنيبر. وفقًا لبعض الخبراء العسكريين الغربيين، تستفيد روسيا عسكريًا من الفيضانات.

### إمدادات المياه
تزود مياه خزان السد جنوب أوكرانيا وشبه جزيرة القرم في اتجاه مجرى النهر ومحطة زاباروجيا للطاقة النووية. وذكرت وسائل إعلام روسية رسمية أن عمدة نوفا كاخوفكا الذي نصبته روسيا قال إنه ستكون هناك "مشاكل" مع إمدادات المياه القادمة من قناة شمال القرم إلى شبه جزيرة القرم بسبب تدمير السد. فمستوى الماء البالغ 13.2 m (43 ft) هو الحد الأدنى الضروري لأخذ الماء إلى خزان التبريد لمحطة الطاقة النووية. وقال رئيس الوكالة الدولية للطاقة الذرية رافائيل جروسي "تقييمنا الحالي هو أنه لا يوجد خطر مباشر على سلامة المحطة."

## ردود الفعل
قال الرئيس الأوكراني فولوديمير زيلينسكي : إن "تدمير سد محطة كاخوفكا لتوليد الطاقة الكهرومائية من قبل الإرهابيين الروس يؤكد فقط للعالم كله أنه يجب طردهم من كل ركن من أركان الأراضي الأوكرانية." ووصف أندريه يرماك، رئيس مكتب رئيس أوكرانيا، تدمير السد بـ " الإبادة البيئية ". وقالت وزارة الخارجية الأوكرانية : "إننا ندعو المجتمع الدولي إلى التنديد بحزم بالهجوم الإرهابي الروسي على محطة كاخوفكا لتوليد الطاقة الكهرومائية"، داعيًا إلى عقد جلسة لمجلس الأمن الدولي واجتماع مع الوكالة الدولية للطاقة الذرية. وقال المدعي العام الأوكراني إنه يحقق في التدمير باعتباره جريمة حرب.
قال الأمين العام للأمم المتحدة، أنطونيو غوتيريش، إن الانهيار كان "نتيجة مدمرة أخرى للغزو الروسي لأوكرانيا"، وذكر أن "الهجمات ضد المدنيين والبنية التحتية المدنية الحيوية يجب أن تتوقف". ووصف الأمين العام لحلف الناتو ينس ستولتنبرغ الحدث بأنه "شائن" وقال إنه يظهر "وحشية الحرب الروسية في أوكرانيا". ووصف رئيس المجلس الأوروبي تشارلز ميشيل تفجير محطة للطاقة الكهرومائية بأنه جريمة حرب من جانب روسيا. وصرح مجلس أوروبا : "ندين بأشد العبارات تدمير سد نوفا كاخوفكا في منطقة خيرسون بأوكرانيا".
وأدان رئيس رومانيا كلاوس يوهانيس تدمير السد ووصفه بأنه "جريمة حرب أخرى ترتكبها روسيا ضد المدنيين الأبرياء". كما دعا إلى محاسبة روسيا معربًا عن تعاطفه مع الضحايا. وقال وزير الخارجية البريطاني جيمس كليفرلي، الذي كان في أوكرانيا في ذلك الوقت، إن "السبب الوحيد الذي يجعل هذه القضية قضية على الإطلاق هو الغزو الروسي الشامل غير المبرر لأوكرانيا". صرحت وزارة خارجية جمهورية التشيك أن أفعال روسيا "تعمد إلى تعريض حياة عشرات الآلاف" من المدنيين للخطر و"يجب إدانتها ومعاقبتها".